# 瓜波
瓜波是巴西戈亚斯州的一个市镇。总面积517.005平方公里，总人口14951人，人口密度28.9人/平方公里。